# علی جوان
علی جوان (زادهٔ ۵ دی ۱۳۰۵، تهران – درگذشته ۲۲ شهریور ۱۳۹۵، لس‌آنجلس) فیزیک‌دان و مخترع ایرانی-آمریکایی بود که نخستین لیزر گازی هلیوم_نئون جهان، ساختهٔ وی می‌باشد. او استاد بازنشسته دانشکده فیزیک دانشگاه ام‌آی‌تی و ساکن ایالات متحده آمریکا بود.
علی جوان در دسامبر ۱۹۶۰ نخستین لیزر گازی جهان را اختراع کرد که ترکیبی از دو گاز هلیوم و نئون بوده و به همین خاطر با نام لیزر هلیوم-نئون نامیده می‌شود. این لیزر از نوع لیزرهای بی خطر به حساب می‌آید و رنگ آن سرخ بوده و در آزمایشگاه‌های دانشگاه‌ها برای بررسی پدیده‌هایی مانند تداخل امواج و آزمایش دو شکاف یانگ کاربرد دارد.

## پیشینه
علی جوان در تهران در یک خانواده آذربایجانی اهل تبریز به دنیا آمد. او از سن ۵ سالگی شیفته ریاضیات و بازی با اعداد بود. دوران دبیرستان را در دبیرستان البرز گذراند. وی تحصیلات دانشگاهی خود را در دانشگاه تهران شروع کرد. پس از یک سال در سفری به نیویورک در سال ۱۹۴۸، در چندین دوره تحصیلات تکمیلی در دانشگاه کلمبیا شرکت کرد و مدرک دکترای خود را بدون اینکه قبلاً لیسانس و فوق لیسانس داشته باشد در ۱۹۵۴ دریافت کرد. در سال ۱۹۵۵، جوان به عنوان فوق دکتر در آزمایشگاه پرتویی مشغول به کار شد و با تاونز در تحقیقات ساعت اتمی کار کرد و از طیف‌سنج پرتو اتمی مایکروویو برای مطالعه ساختار فوق‌ریز اتم‌هایی مانند مس و تالیم استفاده کرد. جوان به هنر و به ویژه به موسیقی هم عشق می‌ورزید و در کلاس‌های هنری دانشگاه کلمبیا شرکت می‌کرد. خودش گفته است موسیقی باخ جلوه‌ای از عالم ریاضی است.
جوان در سال ۱۹۵۸ که عضو گروه تحقیقاتی آزمایشگاه بل بود، اصول لیزر گازی را پایه گذاشت. دو سال بعد، دقیقاً در ساعت ۴ و بیست دقیقه بعد از ظهر دوازدهم دسامبر سال ۱۹۶۰ درحالی‌که برف سنگینی شروع به باریدن کرده بود، موفق شد لیزر گازی هلیوم–نئون را ابداع کند. نام دو تن از همکاران وی «ویلیام به‌نت» و «دونالد هه‌ریوت» بود. جوان فردای آنروز لیزر گازی را به وسیلهٔ فرستادن پیغامی تلفنی امتحان کرد و برای نخستین بار در تاریخ، یک مکالمه تلفنی به وسیله یک لیزر نوری انجام شد. تاریخ دقیق آن رویداد، ۱۳ دسامبر سال ۱۹۶۰ بود.
وی در سال ۱۹۶۱ با درجه دانشیاری به عضویت هیئت علمی مؤسسه فناوری ماساچوست (MIT) درآمد و در سال۱۹۶۴ به عنوان استاد منصوب شد. او تا قبل از فوت، استاد بازنشسته مؤسسه فناوری ماساچوست در ایالات متحده آمریکا بود. گرایش وی در فیزیک اتمی–مولکولی و اپتیک است. نام علی جوان در کنار بزرگان فیزیک جهان همانند تئودور میمن، نیکولای باسوف، گوردون گولد، آرتور لئونارد شالو، رابرت دیک، سی کومار ان پاتل (لیزرشناس هندی)، احمد زویل (دانشمند مصری که جایزه نوبل شیمی را در سال ۱۹۹۹ برد)، دنیس گابور، (برنده نوبل فیزیک در سال ۱۹۷۱)، نیکلاس بلومبرگن، چارلز هارد تاونز و الکساندر میخایلوویچ پروخورف در تاریخ علم ثبت شده است.

## لیزر گازی
لیزرهای گازی نوع ویژه‌ای از لیزر است که در آن گازی درون یک لوله شفاف، مانند لامپ مهتابی، می‌رود. عبور جریان از این لوله باعث رفت‌وآمد فوتون می‌شود؛ یعنی جریان الکتریکی، برای تولید نور، در یک گاز تخلیه می‌شود. نخستین نوع این لیزرها هلیم–نئون بود که در لیزرهای خانگی و مدارس کاربرد دارد. لیزر گازی جوان نخستین لیزری بود که به صورت مداوم کار می‌کرد و باعث شد که در جهان جلب توجه کرده، پایه‌ای برای تحقیقات بیشتر در این زمینه باشد.
نوع دیگر لیزر، لیزر دی‌اکسید کربن (CO2) است که می‌تواند نور لیزری بسیار پرقدرت تولید کند و در رادارها بکار برده می‌شود. همچنین، در صنایع جوشکاری و نیز برای ساخت دقیق مواردی که برای بیماران قلبی استفاده می‌شود، قابل استفاده است. در محفظه این لیزر هلیوم و مقداری نیتروژن هم هست. گاز نیتروژن، انرژی الکترودها را ذخیره می‌کند. پس از برخورد مولکول‌های نیتروژن به مولکول CO2 این انرژی انتقال می‌یابد و مولکول‌های CO2 برانگیخته می‌شوند. گاز هلیوم به انتقالِ انرژی کمک می‌کند و سبب می‌شود تا مولکول‌های دی‌اکسید کربن زودتر به ترازهای انرژی عادی یا حالت عادی خود برگردند.
لیزر گازی یک نقطه عطف در تاریخ فناوری‌های نوین دنیا به حساب می‌آید. جوان قبل از اختراع لیزر گازی، تئوری لیزر سه سطحی را پایه‌گذاری کرد و اهمیت همگرایی فازی را در این وسیله مایکروویو (ریزموج) نشان داد. این عمل، ایده لیزر بدون پراکندگی را معرفی کرد و او بعداً این ایده را در استفاده از اثر رامان تحریک شده گسترش داد که نهایتاً منجر به بسط نوظهور رژیم نوری شد.
پژوهش‌های جوان باعث ایجاد بزرگ‌ترین تحقیق لیزری در دهه‌های شصت و هفتاد میلادی شد و پس از آن بسیاری از بنیان‌های اولیه در استفاده از لیزر به وقوع پیوست. این بنیان‌ها شامل ابداعات زیادی در زمینه اسپکتروسکوپی لیزری، نخستین استفاده از لیزر برای آزمایش دقیق نسبیت خاص، و ایزوتروپی در فضا؛ ابداع تکنولوژی اندازه‌گیری فرکانسی دقیق در طیف نوری و نخستین ساخت ساعت‌های اتمیک لیزری شد.

## علی جوان، چارلز هارد تاونز و آرتور لئونارد شالو
هنگامی که علی جوان کار روی لیزر گازی را آغاز کرد، دو محقق دیگر چارلز هارد تاونز (استادش) و آرتور لئونارد شالو راهی دیگر را برای دستیابی به لیزر پی گرفتند. نظریه آن‌ها مبنی بر این اساس بود که نور لیزرها را می‌توان توسط مکش با یک منبع نور زیاد استخراج کرد؛ نظریه‌ای که اکنون به عنوان «پمپ کردن لیزرهای نوری» شناخته می‌شود. جوان اما به جای استفاده از یک منبع نور قوی، از جریان‌های برقی که انرژی الکتریکی را تبدیل به نور لیزری می‌کند، استفاده کرد.

## برپایی نخستین سمینار لیزر جهان در ایران

نخستین سمپوزیوم لیزر جهان سپتامبر ۱۹۷۱، اجتماع ۷۰ نفری فیزیکدانان جهان

در سال ۱۹۷۱ بسیاری از فیزیکدانان جهان، از جمله علی جوان، چارلز هارد تاونز (برنده جایزه نوبل فیزیک)، الکساندر میخایلوویچ پروخورف، (برنده جایزه نوبل فیزیک)، سرجیو پریرا پورتو، نیکولاس برومن برگن، بوریس استوچف، پییریاکویی نوت، رایموند کیدر، آرتور لئونارد شالو… و ده‌ها فیزیکدان دیگر به ایران آمدند و در نخستین سمپوزیوم لیزر (سمپوزیوم در فیزیک بنیادی و کاربردی لیزر)، شرکت نمودند. در مورد این سمپوزیوم علاوه بر گزارش حالت‌های همدوس اتمی در اپتیک کوانتومی (به انگلیسی: Atomic Coherent States in Quantum Optics) و کتاب حالت‌های بسیار برانگیخته هلیوم (به انگلیسی: Highly Excited States of the Helium)
یک کتاب کوچک ۱۳۳ صفحه‌ای از «آبراهام هرتزبرگ» با عنوان: پیشرفت‌ها در تحقیقات لیزر با توان بالا (به انگلیسی: Developments in High Power Laser Research) و یک جزوه ۱۸ صفحه‌ای که «ویلیام ژوزف کوندل» منتشر نموده، کتاب قطوری هم در ۹۶۰ صفحه منتشر شده است.
در این مجمع علمی از تلاش‌های تئودور میمن کاشف لیزر جامد یاد شد. در نخستین سمپوزیوم لیزر در مورد تحقیقات نظری مبنی بر امکان نشر لیزری در ناحیه پرتو ایکس تبادل نظر شد و جوان دربارهٔ رزونانس‌های اتمی و مولکولی در بیناب نمایی لیزری صحبت کرد و از جمله یادآور شد که امروزه می‌توان پهنای وسیعی از بسامدهای امواج الکترو مغناطیس درگسترهٔ ماکروویو تا فرو سرخ دور و فروسرخ نزدیک را ترکیب و مقایسه کرد و با کمک روش‌های شناخته شده، گستره این طیف را به ناحیه مرئی کشید.
علی جوان در این گردهمایی گفت که اکنون امیدوارانه به دنبال آن هستیم که در دههٔ کاربرد بیناب نمایی و دستیابی به دقت در اندازه‌گیری با مرتبه‌های بسیار بالا، از این شیوه‌ها بهره‌برداری کنیم. برای این کار باید به عناصر ساده بازگردیم و بیناب آن‌ها را دوباره بررسی کنیم. اتم هیدروژن و هلیوم خنثی و یونیده باید دوباره مورد بررسی قرار گیرند. این کار مطمئناً به تعیین دگربارهٔ ثابت پایای ریدبرگ و دیگر ثابت‌ها و فرایندهای بنیادین، با دقتی بیشتر منجر می‌شود و به زودی مقدار نهایی سرعت نور را به دست خواهیم آورد. این امر به همراه توانایی ما در اندازه‌گیری دقیق بسامد در ناحیه مرئی و فروسرخ منجر به دستیابی به ساعت‌های اتمی بسیار پیشرفته خواهد شد. این موفقیت می‌تواند آزمون‌های بهتری در ارتباط با قوانین بنیادین طبیعت و حتی پیش‌بینی‌هایی از نسبیت عام را به دست دهد.
این سمپوزیوم ۲۹ اوت – ۵ سپتامبر ۱۹۷۱ با حمایت دانشگاه صنعتی شریف تهران و با همکاری دانشگاه اصفهان و مؤسسهٔ فناوری ماساچوست (MIT) در دانشگاه اصفهان برگزار شد.

## افتخارات
- علی جوان عضو آکادمی ملی علوم و آکادمی هنر و علم آمریکا و عضو افتخاری مؤسسه تریسته[۲۲] (به انگلیسی: Trieste) برای ترویج علوم است.
- جوان شاگرد چارلز تاونز است که در سال ۱۹۶۴ به همراه الکساندر میخایلوویچ پروخورف و نیکولای گنادیویچ باسوف جایزه نوبل فیزیک را دریافت کردند.
- جوان در سال ۱۹۶۰ موفق به اختراع لیزر گازی شد و در سال ۱۹۶۴ برای تحقیقات در زمینه لیزرهای گازی، مدال استوارت بالنتاین[۲۳] را از انستیتو فرانکلین دریافت نمود.
- در سال ۱۹۶۶ برنده مدال بنیاد «فه‌نی و جان هرتز»[۲۴] شد و به عنوان Guggeheim Fellow شناخته شد.
- این فیزیکدان ایرانی در سال ۱۹۷۵ مهم‌ترین نشان انجمن نورشناسی آمریکا یعنی مدال فردریک ایوز[۲۵] را از انجمن اپتیکال دریافت کرد. در جمله‌ای که در کنار این نشان حک شده است از آقای جوان به خاطر «پدیدآوردن یک دستگاه نورشناختی (لیزر گازی) با کاربردهای بی‌سابقه در پژوهش‌های علمی» قدردانی فراوان شده است.
- در سال ۱۹۷۹ به عنوان Humbolt Foundation Fellow شناخته شد.
- جوان در سال ۱۹۹۳ جایزهٔ علمی جهانی آلبرت اینشتین را دریافت نمود.
- مجدداً در سال ۱۹۹۵ به عنوان Humbolt Foundation Fellow شناخته شد.
- او همچنین در سال ۲۰۰۷ رتبه دوازدهمین انسان نخبه را در جهان از سوی نشریه تلگراف کسب کرد.[۲۶]

## نامگذاری روز لیزر
در ایران پنجم دی روز لیزر به نام علی جوان نامگذاری شده است. مناسبتی که برای نامگذاری این روز در نظر گرفته شد، مصادف با روز تولد وی می‌باشد.

## مرگ
جوان در ۱۲ سپتامبر ۲۰۱۶ درگذشت. از او همسرش مارجوری و دو دخترشان لیلا و مایا و نوه‌هایش والریک پرلمان و ریوا پرلمان یادگار مانده است. وادیم پرلمان فیلمساز یهودی اوکراینی کارگردان فیلم‌ خانه‌ای از شن و مه عنوان کرده بود که همسر سابقش دختر دکتر جوان است.
دخترش لیلا می‌گوید: در روزهای پایانی زندگی، جوان در لس آنجلس در بین خانواده و دوستان بود و وقت خود را «بسیار آرام» سپری می‌کرد. به مالر و موتزارت، دو آهنگساز مورد علاقه‌اش، گوش می‌داد و اعضای خانواده از مجلات فیزیک برای او می‌خواندند.